# Touraco à ventre blanc
Corythaixoides leucogaster
Espèce
Statut de conservation UICN

 LC  : Préoccupation mineure
Le Touraco à ventre blanc (Corythaixoides leucogaster) est une espèce d'oiseaux de la famille des Musophagidae, vivant dans les forêts (notamment d'acacia) d'Afrique orientale.

## Dénomination
Ce taxon porte en français le nom vernaculaire ou normalisé suivant : Touraco à ventre blanc.

## Systématique
Le nom valide complet (avec auteur) de ce taxon est Corythaixoides leucogaster (Ruppell, 1842).
L'espèce a été initialement classée dans le genre Chizaerhis sous le protonyme Chizaerhis leucogaster Rüppell, 1842.

### Synonymes
Corythaixoides leucogaster a pour synonymes :
- Chizaerhis leucogaster Rüppell, 1842[2]
- Crinifer leucogaster (Rüppell, 1842)[1]
- Criniferoides leucogaster (Rüppell, 1842)[1]

## Galerie

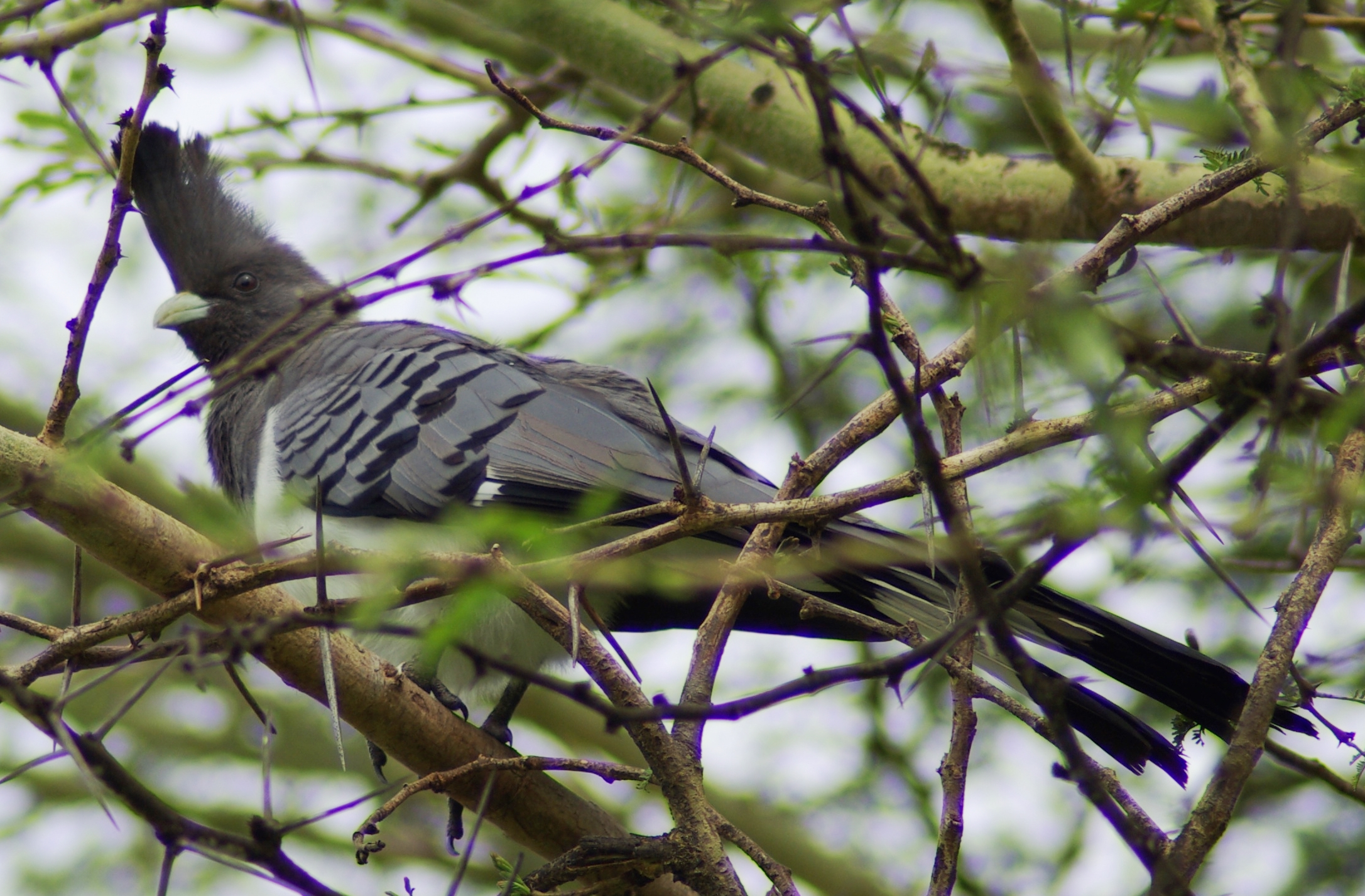
Touraco à ventre blanc, femelle.
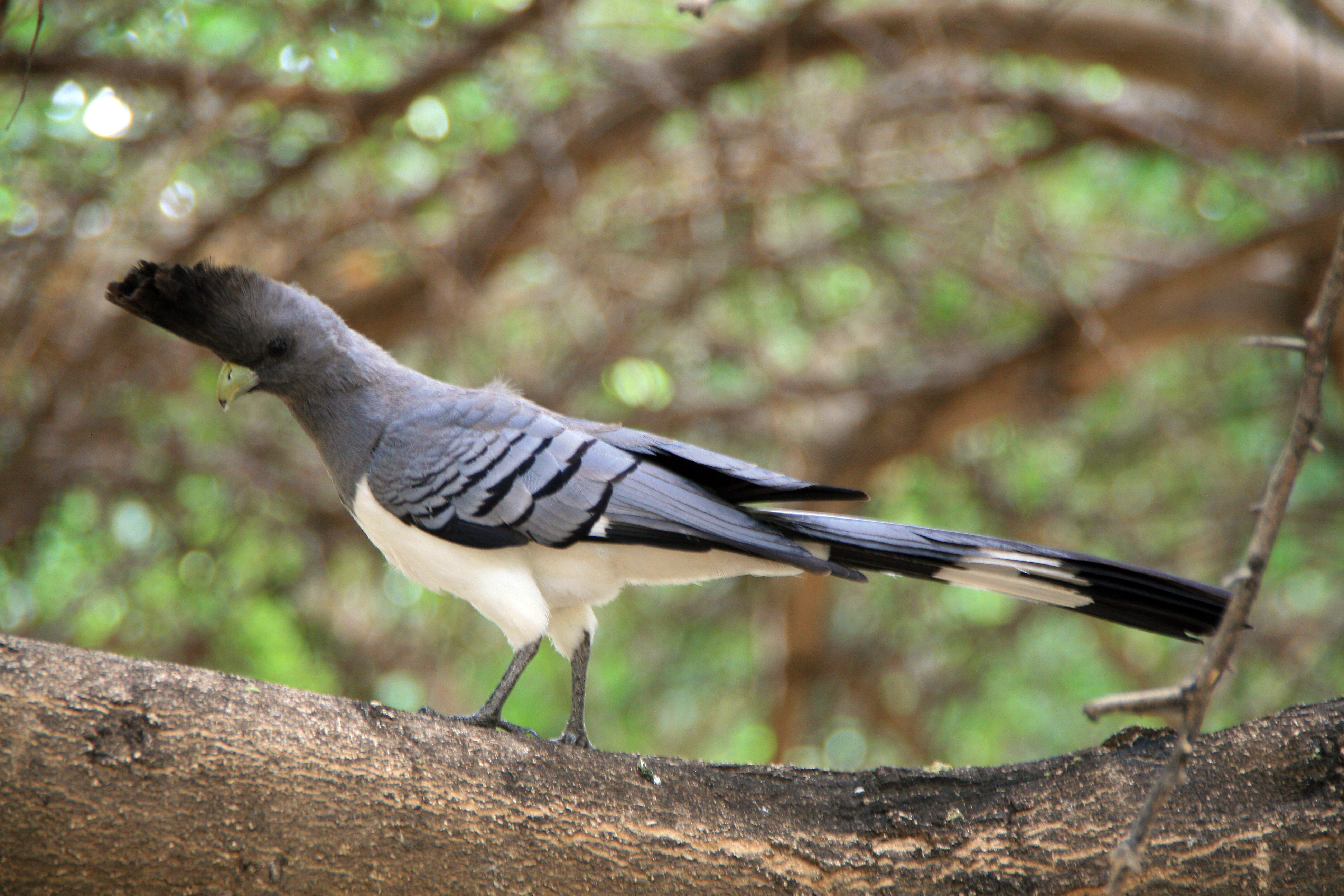
Touraco à ventre blanc, femelle.